# Wiesław Szczepański

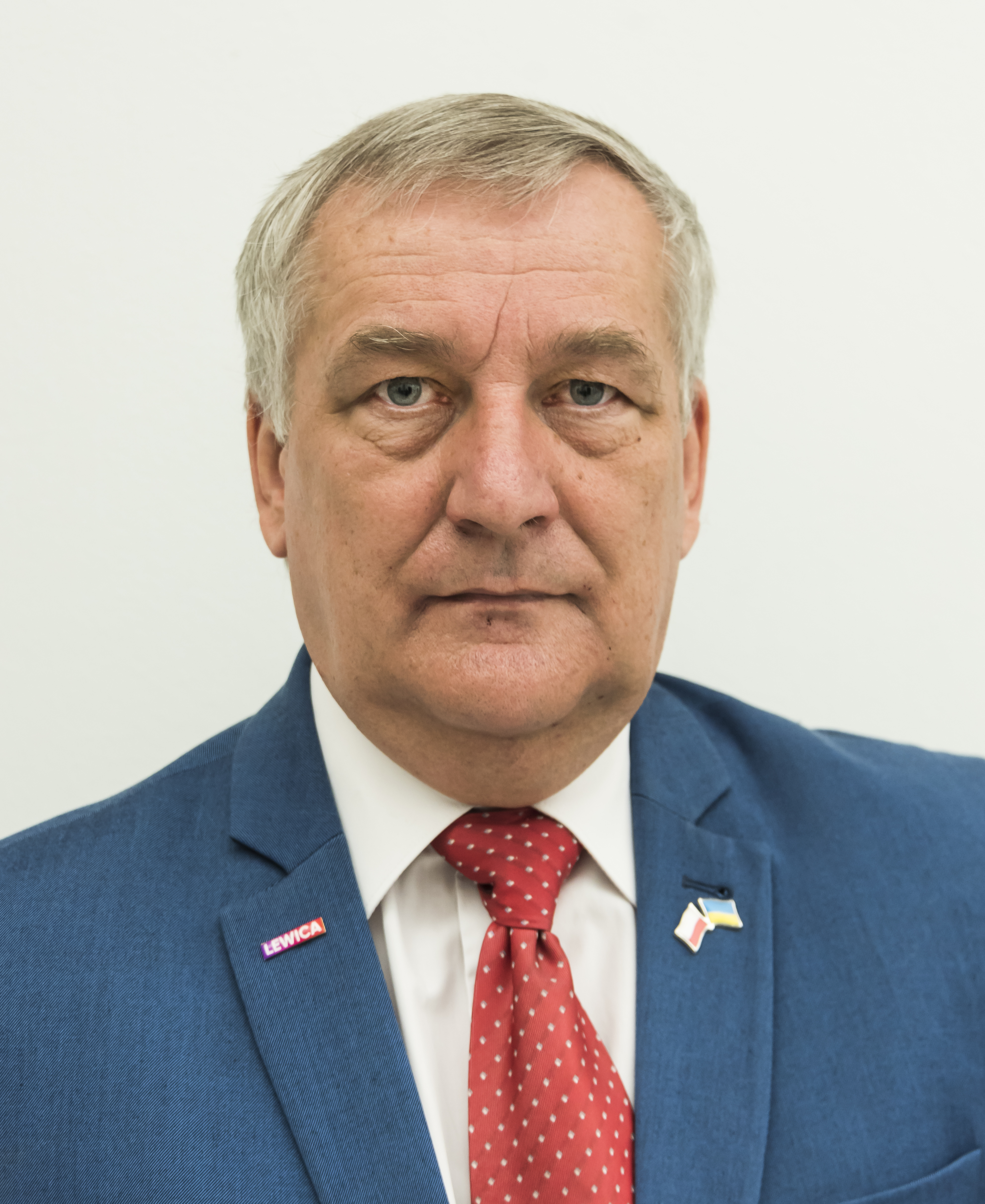
Wiesław Szczepański (2022)

Wiesław Andrzej Szczepański (* 1. Juni 1960 in Chrośnica) ist ein polnischer Politiker (SLD). Er war Abgeordneter des Sejm und Staatssekretär im Ministerium für Infrastruktur.

## Lebenslauf
Er machte einen Abschluss an der Wirtschaftsakademie in Posen. Bis zu ihrer Selbstauflösung 1990 war Szczepański Mitglied der Polska Zjednoczona Partia Robotnicza (Polnische Vereinigte Arbeiterpartei – PZPR). Bis zum Anfang der 1990er Jahre war er unter anderem Direktor einer Gesellschaft.
In den Jahren 1994 bis 1998 war er Stadtrat in Leszno, bekleidete unter anderem die Funktion eines stellvertretenden Vorsitzenden. Von 1999 bis 2000 saß er im Sejmik der Woiwodschaft Großpolen, dessen stellvertretender Vorsitzender er von 2002 bis 2005 war. Er gehörte ab 1995 der Socjaldemokracja Rzeczypospolitej Polskiej (Sozialdemokratie der Republik Polen – SdRP), später trat er dem Sojusz Lewicy Demokratycznej (Bund der Demokratischen Linken – SLD) bei. 2004 wurde Szczepański zum stellvertretenden Vorsitzenden der Partei gewählt. 1996 und 1997 erwarb er ein Abgeordnetenmandat im Sejm der II. und III. Wahlperiode.
Im Oktober 2001 wurde er auf den Posten des Vizepräsidenten des Amtes für Wohnungsbau und Stadtentwicklung berufen und bekleidete dieses Amt bis zur Auflösung der Behörde im Dezember 2003. Von 2004 bis 2005 war er Staatssekretär im Ministerium für Infrastruktur. Später arbeitete er als Berater des Generaldirektors der polnischen Post.
In den Parlamentswahlen 2005 wurde er nach vierjähriger Pause erneut in den Sejm gewählt. In den Parlamentswahlen 2007 wurde er für den Wahlkreis Kalisz mit 10.579 Stimmen zum vierten Mal über die Liste der Lewica i Demokraci (Linke und Demokraten – LiD) erneut in den Sejm gewählt. Er ist Mitglied der Sejm-Kommissionen für Infrastruktur sowie Sport.
Seit dem 22. April 2008 ist er Mitglied der neu gegründeten Fraktion Lewica.